# Raffi Torres
Pour les articles homonymes, voir Torres.
Raphael Torres, dit Raffi Torres, (né le 8 octobre 1981 à Toronto, Ontario au Canada) est un joueur professionnel retraité canadien de hockey sur glace. Il évoluait au poste d'ailier gauche.

## Carrière de joueur
En 1998, il commence sa carrière avec les Battalion de Brampton dans les rangs junior (LHO). Il est repêché par les Islanders de New York lors du repêchage d'entrée dans la LNH 2000, à la 5e position.
À partir de 2001, Torres a disputé ses deux premières saisons professionnelles, à la fois dans la Ligue nationale de hockey avec les Islanders et dans la Ligue américaine de hockey avec les Sound Tigers de Bridgeport. Lors de la saison 2002-2003, les Islanders l'échangent aux Oilers d'Edmonton, avec Brad Isbister, en retour du défenseur Janne Niinimaa.
Lors du lock-out dans la LNH au cours de la saison 2004-2005, Torres a joué avec le club-école des Oilers, les Roadrunners d'Edmonton. Il réalise sa meilleure saison dans la LNH en termes de buts (27) et de points (41) lors de la saison 2005-2006. Lors de cette même saison, il aide les Oilers à atteindre la finale de la Coupe Stanley lors des séries éliminatoires, mais son équipe se fait battre par les Hurricanes de la Caroline en sept parties.
Après avoir manqué la majorité de la saison 2007-2008 en raison d'une blessure au genou, il est échangé le 1er juillet 2008 aux Blue Jackets de Columbus en retour de Gilbert Brulé.
Le 3 mars 2010, les Blue Jackets l'envoient aux Sabres de Buffalo en retour de Nathan Paetsch et d'un choix de deuxième tour. Il devient agent libre à l'été 2010 et s'entend sur un contrat d'un an avec les Canucks de Vancouver le 25 août. Lors des séries 2011, il participe pour une deuxième fois à la finale de la Coupe Stanley, alors que les Canucks affrontent les Bruins de Boston. Lors du premier match de la finale, il permet à son équipe de mener la série 1-0 après avoir marqué le seul but du match alors qu'il ne restait que 18.5 secondes à faire au match, mais les Canucks perdent par la suite la finale 4 matchs à 3.
À la suite de cette défaite en finale, il est laissé libre par les Canucks et signe un contrat de deux ans avec les Coyotes de Phoenix. Le 21 avril 2012, il est suspendu par la ligue pour 25 matchs à la suite d'une mise à échec illégale sur Marián Hossa lors de la première ronde des séries 2012. Il s'agit de la deuxième plus longue suspension de l'histoire de la LNH, après les 30 matchs de Chris Simon, mais la plus longue en série. Après avoir porté sa suspension en appel, celle-ci est réduite à 21 matchs.
Le 3 avril 2013, il est échangé aux Sharks de San José contre un choix de troisième tour au repêchage de 2013. Lors du premier match du deuxième tour des séries face aux Kings de Los Angeles, il porte un coup à la tête de Jarret Stoll et se voit être suspendu pour le restant de la série contre les Kings.
Lors de l'été 2013, il prolonge son contrat de trois ans avec les Sharks. Il ne joue que 5 parties de saison régulière en 2013-2014 après avoir subi une blessure à un genou. Il manque la totalité de la saison 2014-2015 en raison de cette même blessure.
Le 5 octobre 2015, il est à nouveau suspendu, cette fois-ci 41 matchs, après un match de pré-saison au cours duquel il donne un coup illégal à la tête de Jakob Silfverberg des Ducks d'Anaheim. Il s'agit de la plus longue suspension de l'histoire de la ligue. Après avoir purgé sa suspension, les Sharks l'envoient dans la LAH avec le Barracuda de San José. Le 22 février 2016, il passe aux mains des Maple Leafs de Toronto avec deux choix de repêchages en retour de Nick Spaling et Roman Polák, sans toutefois jouer une partie avec l'équipe.
Le 30 août 2016, il est invité au camp d'entraînement des Hurricanes de la Caroline, mais est libéré de l'équipe avant le début de la saison régulière. Torres annonce son retrait de la compétition le 5 novembre 2016.

## Statistiques

### En club
| Saison     | Équipe                     | Ligue      |     | Saison régulière | Saison régulière | Saison régulière | Saison régulière | Saison régulière |    | Séries éliminatoires | Séries éliminatoires | Séries éliminatoires | Séries éliminatoires | Séries éliminatoires |
| Saison     | Équipe                     | Ligue      | PJ  | B                | A                | Pts              | Pun              | PJ               | B  | A                    | Pts                  | Pun                  |                      |                      |
| 1998-1999  | Battalion de Brampton      | LHO        | 62  | 35               | 27               | 62               | 32               | -                | -  | -                    | -                    | -                    |                      |                      |
| 1999-2000  | Battalion de Brampton      | LHO        | 68  | 43               | 48               | 91               | 40               | 6                | 5  | 2                    | 7                    | 23                   |                      |                      |
| 2000-2001  | Battalion de Brampton      | LHO        | 55  | 33               | 37               | 70               | 76               | 8                | 7  | 4                    | 11                   | 19                   |                      |                      |
| 2001-2002  | Sound Tigers de Bridgeport | LAH        | 59  | 20               | 10               | 30               | 45               | 20               | 8  | 9                    | 17                   | 26                   |                      |                      |
| 2001-2002  | Islanders de New York      | LNH        | 14  | 0                | 1                | 1                | 6                | -                | -  | -                    | -                    | -                    |                      |                      |
| 2002-2003  | Islanders de New York      | LNH        | 17  | 0                | 5                | 5                | 10               | -                | -  | -                    | -                    | -                    |                      |                      |
| 2002-2003  | Sound Tigers de Bridgeport | LAH        | 49  | 17               | 15               | 32               | 54               | -                | -  | -                    | -                    | -                    |                      |                      |
| 2002-2003  | Bulldogs de Hamilton       | LAH        | 11  | 1                | 7                | 8                | 14               | 23               | 6  | 1                    | 7                    | 29                   |                      |                      |
| 2003-2004  | Oilers d'Edmonton          | LNH        | 80  | 20               | 14               | 34               | 65               | -                | -  | -                    | -                    | -                    |                      |                      |
| 2004-2005  | Roadrunners d'Edmonton     | LAH        | 67  | 21               | 25               | 46               | 165              | -                | -  | -                    | -                    | -                    |                      |                      |
| 2005-2006  | Oilers d'Edmonton          | LNH        | 82  | 27               | 14               | 41               | 50               | 22               | 4  | 7                    | 11                   | 16                   |                      |                      |
| 2006-2007  | Oilers d'Edmonton          | LNH        | 82  | 15               | 19               | 34               | 88               | -                | -  | -                    | -                    | -                    |                      |                      |
| 2007-2008  | Oilers d'Edmonton          | LNH        | 32  | 5                | 6                | 11               | 36               | -                | -  | -                    | -                    | -                    |                      |                      |
| 2008-2009  | Blue Jackets de Columbus   | LNH        | 51  | 12               | 8                | 20               | 23               | 4                | 0  | 2                    | 2                    | 2                    |                      |                      |
| 2009-2010  | Blue Jackets de Columbus   | LNH        | 60  | 19               | 12               | 31               | 32               | -                | -  | -                    | -                    | -                    |                      |                      |
| 2009-2010  | Sabres de Buffalo          | LNH        | 14  | 0                | 5                | 5                | 2                | 4                | 0  | 2                    | 2                    | 12                   |                      |                      |
| 2010-2011  | Canucks de Vancouver       | LNH        | 80  | 14               | 15               | 29               | 78               | 23               | 3  | 4                    | 7                    | 28                   |                      |                      |
| 2011-2012  | Coyotes de Phoenix         | LNH        | 79  | 15               | 11               | 26               | 83               | 3                | 1  | 1                    | 2                    | 2                    |                      |                      |
| 2012-2013  | Coyotes de Phoenix         | LNH        | 28  | 7                | 5                | 12               | 16               | -                | -  | -                    | -                    | -                    |                      |                      |
| 2012-2013  | Sharks de San José         | LNH        | 11  | 2                | 4                | 6                | 4                | 5                | 1  | 0                    | 1                    | 2                    |                      |                      |
| 2013-2014  | Sharks de San José         | LNH        | 5   | 3                | 2                | 5                | 7                | 7                | 2  | 1                    | 3                    | 18                   |                      |                      |
| 2015-2016  | Barracuda de San José      | LAH        | 6   | 0                | 0                | 0                | 5                | -                | -  | -                    | -                    | -                    |                      |                      |
| Totaux LNH | Totaux LNH                 | Totaux LNH | 635 | 137              | 123              | 260              | 497              | 68               | 11 | 17                   | 28                   | 80                   |                      |                      |

### En équipe nationale
Il a représenté le Canada au niveau international.
| Année | Compétition                 |   | PJ | B | A | Pts | Pun                |  | Résultat |
| 2001  | Championnat du monde junior | 7 | 3  | 2 | 5 | 10  | Médaille de bronze |  |          |